# آلان لو رو
آلان لو رو (بالفرنسية: Alain Le Roux)‏ (6 سبتمبر 1947 فرنسا - ) هو لاعب كرة قدم فرنسي يلعب كلاعب وسط.

## وصلات خارجية
- آلان لو رو على موقع قاعدة بيانات كرة القدم.إي يو (الإنجليزية)